# Damenbundesliga 2010 (Football)
Die Damenbundesliga (DBL) Saison 2010 war die 21. Spielzeit in der höchsten Spielklasse des American Football in Deutschland für Frauen.
Das Eröffnungsspiel der Saison 2010 bestritten die Berlin Kobra Ladies gegen die Mülheim Shamrocks am 2. Mai 2010 um 15 Uhr. Die DBL-Saison 2010 wurde von Mai bis September ausgetragen. Im Anschluss an die reguläre Saison fanden ein Halbfinale und das Finale, der Ladiesbowl XIX statt.
Das Finale wurde am 19. September in Düsseldorf ausgetragen. Wie in der Vorsaisons gewannen die Berlin Kobra Ladies, in diesem Jahr gegen die Düsseldorf Blades mit 34:28.

## Modus
In der Saison 2010 traten insgesamt acht Teams in zwei getrennten Gruppen an (vier pro Gruppe). Jede dieser Gruppen trägt ein doppeltes Rundenturnier aus, wobei jedes Team einmal das Heimrecht genießt. Nach jeder Partie erhält die siegreiche Mannschaft zwei und die besiegte null Punkte. Bei einem Unentschieden erhält jede Mannschaft einen Punkt. Die Punkte des Gegners werden als Minuspunkte gerechnet. Nach Beendigung des Rundenturniers wird eine Rangliste ermittelt, bei der zunächst die Anzahl der erzielten Punkte entscheidend ist. Bei Punktgleichheit entscheidet der direkte Vergleich.
Nach den Rundenturnieren spielen die jeweils zwei bestplatzierten Mannschaften in zwei Play-off-Runden um die Deutsche Meisterschaft.

Pro Gruppe qualifizieren sich zwei Teams für die Play-offs: die Gruppenersten und -zweiten. In der ersten Runde der Play-offs, dem Halbfinale, spielen die Gruppen Nord und Süd über Kreuz gegeneinander, der jeweils Erstplatzierte spielt also gegen den Zweitplatzierten der anderen Gruppe. Hierbei genießen die Gruppenersten Heimrecht. Die siegreichen Teams treten im Ladiesbowl gegeneinander an.

## Teams
In der Gruppe Nord haben die folgenden Teams am Ligabetrieb teilgenommen:
- Berlin Kobra Ladies
- Dresden Diamonds
- Hamburg Amazons
- Mülheim Shamrocks

In der Gruppe Süd haben die folgenden Teams am Ligabetrieb teilgenommen:
- Cologne Falconets
- Düsseldorf Blades (erstmalige Ligateilnahme)
- Munich Cowboys Ladies
- Nürnberg Hurricanes

## Saisonverlauf
In diesem Jahr traten erneut acht Teams in der DBL an. Da die Düsseldorf Blades quasi die Nachfolger der Düsseldorf Pantherladies sind, gab es keine Veränderungen zur Vorsaison.
Die Saison begann am 2. Mai mit einem Eröffnungsspiel der Berlin Kobra Ladies gegen die Mülheim Shamrocks, welches Berlin mit 44:8 gewann. Da die Dresden Diamonds Probleme mit der Kaderdichte hatten, mussten einige ihrer Spiele abgesagt und mit 20:0 für die Gegnerinnen gewertet werden.
Nordmeisterinnen wurden wie im Vorjahr ungeschlagen die Berlin Kobra Ladies, die im Halbfinale mit 28:14 gegen die Nürnberg Hurricanes gewannen und damit im Ladiesbowl standen. Gruppenzweite wurden erneut die Hamburg Amazons.
In der Süd-Gruppe gewannen die Liganeulinge der Düsseldorf Blades ungeschlagen den Meistertitel vor den Nürnberg Hurricanes. Im Halbfinale gewann Düsseldorf mit 40:0 gegen die Hamburg Amazons.
Das Saisonfinale, der Ladiesbowl XIX, fand in diesem Jahr auf dem Universitätssportplatz in Düsseldorf mit den Berlin Kobra Ladies und Düsseldorf Blades statt. Erst in der Overtime konnten die Berlinerinnen das Spiel mit 34:28 für sich entscheiden. Für die Berlinerinnen war es die vierte Meisterschaft insgesamt und in Folge.

### Abschlusstabellen
| Gruppe Nord | Gruppe Nord         | Gruppe Nord | Gruppe Nord | Gruppe Nord | Gruppe Nord | Gruppe Nord | Gruppe Nord |    | Gruppe Süd            | Gruppe Süd | Gruppe Süd | Gruppe Süd | Gruppe Süd | Gruppe Süd | Gruppe Süd | Gruppe Süd |
| #           | Team                | Punkte      | Sp          | S           | U           | N           | TD-Pkt.     | #  | Team                  | Punkte     | Sp         | S          | U          | N          | TD-Pkt.    |            |
| ----------- | ------------------- | ----------- | ----------- | ----------- | ----------- | ----------- | ----------- | -- | --------------------- | ---------- | ---------- | ---------- | ---------- | ---------- | ---------- | ---------- |
| 1.          | Berlin Kobra Ladies | 12:00       | 6           | 6           | 0           | 0           | 260:760     | 1. | Düsseldorf Blades     | 12:00      | 6          | 6          | 0          | 0          | 136:420    |            |
| 2.          | Hamburg Amazons     | 05:70       | 6           | 2           | 1           | 3           | 109:120     | 2. | Nürnberg Hurricanes   | 08:40      | 6          | 4          | 0          | 2          | 208:650    |            |
| 3.          | Mülheim Shamrocks   | 05:70       | 6           | 2           | 1           | 3           | 076:103     | 3. | Munich Cowboys Ladies | 04:80      | 6          | 2          | 0          | 4          | 078:107    |            |
| 4.          | Dresden Diamonds    | 02:10       | 6           | 1           | 0           | 5           | 028:174     | 4. | Cologne Falconets     | 00:12      | 6          | 0          | 0          | 6          | 034:242    |            |

Erläuterung: Play-off-Qualifikation, Stand: 19. September 2010 (Saisonende)
- Tie-Break: Hamburg gewinnt direkten Vergleich gegen Mülheim (29:8)

### Play-offs
|  | Halbfinale | Halbfinale           | Halbfinale |  |  | Ladiesbowl XIX | Ladiesbowl XIX       | Ladiesbowl XIX |
|  |            |                      |            |  |  |                |                      |                |
|  |            |                      |            |  |  |                |                      |                |
|  | N1         | Berlin Kobras Ladies | 28         |  |  |                |                      |                |
|  | S2         | Nürnberg Hurricanes  | 14         |  |  |                |                      |                |
|  |            |                      |            |  |  | N1             | Berlin Kobras Ladies | 34 (OT)        |
|  |            |                      |            |  |  | S1             | Düsseldorf Blades    | 28             |
|  | S1         | Düsseldorf Blades    | 40         |  |  |                |                      |                |
|  | N2         | Hamburg Amazons      | 0          |  |  |                |                      |                |
|  |            |                      |            |  |  |                |                      |                |

Halbfinale
|                                    |                             |  |                     |                           |                     |  |                     |
|                                    | Berlin 05.09.2010 15:00 Uhr |  | Berlin Kobra Ladies | \| \| 28 : 14 \| \| \| \| | Nürnberg Hurricanes |  | Stadion Wilmersdorf |
| (8:0, 0:6, 14:8, 6:0) Spielbericht | Berlin 05.09.2010 15:00 Uhr |  | Berlin Kobra Ladies |                           | Nürnberg Hurricanes |  | Stadion Wilmersdorf |
|                                    | 28 : 14                     |  |                     |                           |                     |  |                     |
|                                    |                             |  |                     |                           |                     |  |                     |

|              |                                 |  |                   |                          |                 |  |                        |
|              | Düsseldorf 05.09.2010 15:00 Uhr |  | Düsseldorf Blades | \| \| 40 : 0 \| \| \| \| | Hamburg Amazons |  | Universitätssportplatz |
| Spielbericht | Düsseldorf 05.09.2010 15:00 Uhr |  | Düsseldorf Blades |                          | Hamburg Amazons |  | Universitätssportplatz |
|              | 40 : 0                          |  |                   |                          |                 |  |                        |
|              |                                 |  |                   |                          |                 |  |                        |

Ladiesbowl XVIII
|                                             |                       |  |                     |                           |                   |  |                        |
|                                             | Düsseldorf 19.09.2010 |  | Berlin Kobra Ladies | \| \| 34 : 28 \| \| \| \| | Düsseldorf Blades |  | Universitätssportplatz |
| (0:0, 8:14, 14:8, 6:6) OT: 6:0 Spielbericht | Düsseldorf 19.09.2010 |  | Berlin Kobra Ladies |                           | Düsseldorf Blades |  | Universitätssportplatz |
|                                             | 34 : 28               |  |                     |                           |                   |  |                        |
|                                             |                       |  |                     |                           |                   |  |                        |